# محمود ملا طلال
محمود ملا طلال سياسي عراقي شغل منصب محافظ واسط سابقاً. ولد يوم 15 يوليو 1966 في قضاء العزيزية، محافظة واسط. شغل منصب عضو في المجلس البلدي لقضاء العزيزية وقائم مقام للقضاء ورئيس مجلس المحافظة ومحافظ واسط. ونائب في البرلمان العراقي مع تيار الحكمة الوطني (2018-2019).

## قضايا الفساد
في 17 ديسمبر 2019 حكمت محكمة جنايات مكافحة الفساد المركزية في بغداد، بالسجن ست سنوات وغرامة 10 ملايين دينار على النائب في البرلمان محمود ملا طلال بتهمة تقاضي رشوة قدرها 250 ألف دولار، بعدما ألقي القبض عليه خلال كمين من قبل هيئة النزاهة في منزله في الجادرية خلال تسلمه للرشوة يوم 24 نوفمبر 2019.